# 尼崎末広出入口
尼崎末広出入口（あまがさきすえひろでいりぐち）は、兵庫県尼崎市の阪神高速道路5号湾岸線の出入口。

## 接続する道路
- 尼宝線（兵庫県道192号尼崎港崇徳院線）
- 道意線

## 周辺
- 尼崎テクノランド（ゴルフ練習場）
- ロジポート尼崎（HUB AMAGASAKI）
- ESR尼崎ディストリビューションセンター
- 尼崎の森中央緑地・尼崎スポーツの森

かつてあった施設
- 尼崎第三発電所
- パナソニック プラズマディスプレイ第3工場・第4工場・第5工場

## 隣
阪神高速5号湾岸線
(5-06)尼崎東海岸出入口 - (5-07)尼崎末広出入口 - (5-08)鳴尾浜出入口

## 路外パーキングサービス（終了）
ETCを搭載した2トン以下の普通車および軽自動車（自動二輪車を除く）は、この出入口を降り、指定された施設の駐車場をパーキングエリアとして利用することが可能。ETC車載器があり、ETCカードを用いた支払いを行う者であれば、事前登録等は不要で利用可能。出入口 - 指定施設間の移動は20分以内、高速道路への同一進行方向へ再流入を2時間以内で行うと、料金請求が1回分のみになる。尼崎末広出入口での指定施設は、尼崎テクノランド。
尼崎テクノランドが2024年（令和6年）3月31日をもって営業を終了したことに伴い、尼崎テクノランドでの路外パーキングサービスも同日をもって終了した。